# Куп европских шампиона 1958/59.
Куп европских шампиона 1958/59. је било 4. издање Купа шампиона, најјачег европског клупског фудбалског такмичења. Финале је одиграно 3. јуна 1959. на стадиону Некар у Штутгарту. У том мечу Реал Мадрид је победио Ремс са 2:0. Ово је Реал Мадриду била четврта титула у низу, а ова два тима су такође играла и прво финале Купа шампиона 1956. године.

## Прво коло
| Екипа 1                | Рез. | Екипа 2            | 1 утакмица | 2 утакмица |
| ---------------------- | ---- | ------------------ | ---------- | ---------- |
| Јувентус               | 3:8  | Винер Спорт-Клуб   | 3:1        | 0:7        |
| Динамо Загреб          | 3:4  | Дукла Праг         | 2:2        | 1:2        |
| Бешикташ               | -1   | Олимпијакос        | –          | –          |
| Атлетико Мадрид        | 13:1 | Драмкондра         | 8:0        | 5:1        |
| КБ                     | 5:52 | Шалке 04           | 3:0        | 2:5        |
| Полонија Битом         | 0:6  | МТК                | 0:3        | 0:3        |
| Јанг бојс              | -3   | Манчестер јунајтед | 0:1        | 1:1        |
| Женес                  | 2:24 | Гетеборг           | 1:2        | 1:0        |
| Висмут Карл Маркс Штат | 4:45 | Петролул Плоешти   | 4:2        | 0:2        |
| ДУС                    | 4:6  | Спортинг Лисабон   | 3:4        | 1:2        |
| Стандард Лијеж         | 6:3  | Хартс              | 5:1        | 1:2        |
| Ардс                   | 3:10 | Ремс               | 1:4        | 2:6        |

Напомена: Реал Мадрид, Вулверхемптон вондерерс, ЦДНА Софија и ХПС су се директно пласирали у осмину финала.
1 Олимпијакос се повукао због политичких проблема.
2 Шалке 04 победио КБ са 3:1 у утакмици разигравања и прошао у осмину финала.
3 Манчестер јунајтед је од стране УЕФА био позван да учествује у такмичењу, због тога што је клуб био доста оштећен у прошлој сезони такмичења Минхенском авионском несрећом. Међутим Фудбалски савез Енглеске је одбио то дозволу да Манчестер јунајтед учествује, тврдећи да само актуелни енглески шампион треба да учествује.
4 Гетеборг победио Женес са 5:1 у утакмици разигравања и прошао у осмину финала.
5 Висмут Карл Маркс Штат победио Петролул са 4:0 у утакмици разигравања и прошао у осмину финала.

## Осмина финала
| Екипа 1                 | Рез. | Екипа 2                | 1 утакмица | 2 утакмица |
| ----------------------- | ---- | ---------------------- | ---------- | ---------- |
| Реал Мадрид             | 3:1  | Бешикташ               | 2:0        | 1:1        |
| Винер Спорт-Клуб        | 3:2  | Дукла Праг             | 3:1        | 0:1        |
| МТК                     | 2:6  | Јанг бојс              | 1:2        | 1:4        |
| Атлетико Мадрид         | 2:21 | ЦДНА Софија            | 2:1        | 0:1        |
| Гетеборг                | 2:6  | Висмут Карл Маркс Штат | 2:2        | 0:4        |
| Ремс                    | 7:0  | ХПС                    | 4:0        | 3:0        |
| Вулверхемптон вондерерс | 3:4  | Шалке 04               | 2:2        | 1:2        |
| Спортинг Лисабон        | 2:6  | Стандард Лијеж         | 2:3        | 0:3        |

1 Атлетико Мадрид победио ЦДНА Софија са 3:1 у утакмици разигравања и прошао у четвртфинале.

## Четвртфинале
| Екипа 1          | Рез. | Екипа 2                | 1 утакмица | 2 утакмица |
| ---------------- | ---- | ---------------------- | ---------- | ---------- |
| Винер Спорт-Клуб | 1:7  | Реал Мадрид            | 0:0        | 1:7        |
| Атлетико Мадрид  | 4:1  | Шалке 04               | 3:0        | 1:1        |
| Јанг бојс        | 2:21 | Висмут Карл Маркс Штат | 2:2        | 0:0        |
| Стандард Лијеж   | 2:3  | Ремс                   | 2:0        | 0:3        |

1 Јанг бојс победио Висмут Карл Маркс са 2:1 у утакмици разигравања и прошао у полуфинале.

## Полуфинале
| Екипа 1     | Рез. | Екипа 2         | 1 утакмица | 2 утакмица |
| ----------- | ---- | --------------- | ---------- | ---------- |
| Реал Мадрид | 2:21 | Атлетико Мадрид | 2:1        | 0:1        |
| Јанг бојс   | 1:3  | Ремс            | 1:0        | 0:3        |

1 Реал Мадрид победио Атлетико Мадрид са 2:1 у утакмици разигравања и прошао у финале.

## Финале
| Реал Мадрид                               | 2 – 0 | Ремс |
| ----------------------------------------- | ----- | ---- |
| Енрике Матеос 1’ · Алфредо Ди Стефано 47’ |       |      |

| Победник Лиге шампиона 1958/59. |
| ------------------------------- |
| ФК Реал Мадрид 4. титула        |

## Најбољи стрелци
| Ранг | Име                | Клуб            | Голова |
| ---- | ------------------ | --------------- | ------ |
| 1    | Жист Фонтен        | Ремс            | 10     |
| 2    | Вава               | Атлетико Мадрид | 8      |
| 3    | Алфредо Ди Стефано | Реал Мадрид     | 6      |
| 3    | Хоакин Пеиро       | Атлетико Мадрид | 6      |